# Jimmy Wales

Firma di Jimmy Wales

Jimmy Donal Wales, detto Jimbo (Huntsville, 7 agosto 1966), è un imprenditore statunitense, cofondatore del progetto Wikipedia.

## Biografia
Si avvicina all'interesse della lettura in età giovanile. Acquisita la capacità di leggere, legge rapidamente la World Book Encyclopedia che la madre gli aveva regalato quando aveva tre anni. Secondo lo stesso Wales, da bambino venne educato in una scuola influenzata dalla filosofia educativa Montessori, dove trascorse molto tempo a leggere volumi dell'Enciclopedia Britannica; successivamente, studia alla Randolph School, dove si diploma all'età di sedici anni.
Dopo la Randolph passa all'Università di Auburn, terminata la quale si iscrive al dottorato di finanza dell'Università dell'Alabama, che abbandona dopo aver conseguito una laurea magistrale. Si riscrive all'Indiana University, sempre per un dottorato in finanza, ma abbandona prima di scrivere la tesi. Wales prosegue diventando un agente di borsa a Chicago, dove nel giro di pochi anni si guadagna una discreta ricchezza.

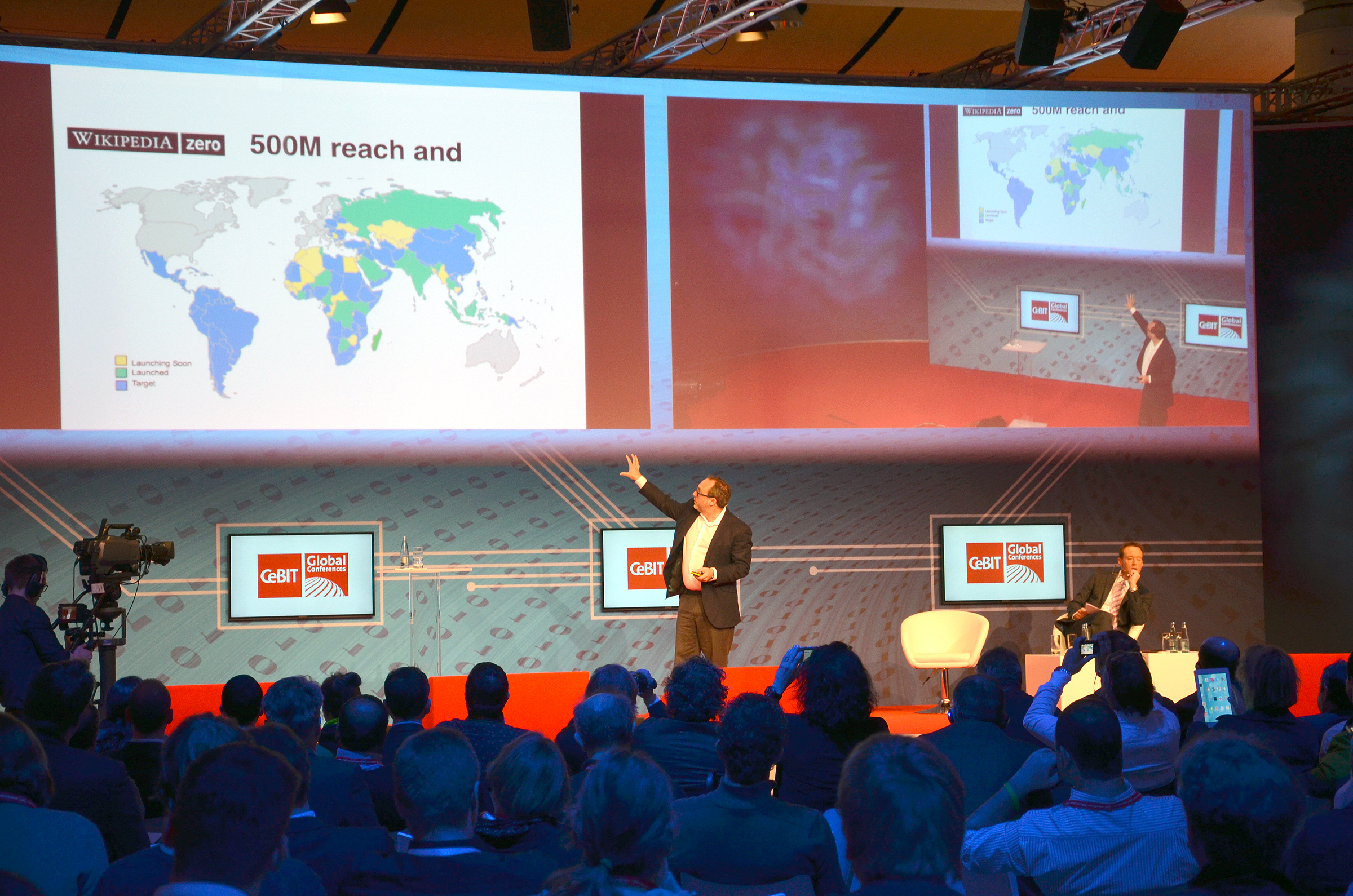
Jimmy Wales 2014 su CeBIT Global Conferences, Wikipedia Zero

Nella metà degli anni novanta Wales fondò un portale di ricerca per musica pop chiamato Bomis, di cui attualmente non è più né presidente né amministratore, mentre nel marzo 2000 fondò il progetto per un'enciclopedia controllata dagli stessi utenti chiamata Nupedia, assumendo Larry Sanger come redattore capo.
Il 15 gennaio 2001 Wales e Sanger crearono Wikipedia, un sito pensato per fornire contenuti wiki a Nupedia, forniti dagli stessi utenti. La rapida crescita di Wikipedia ne fece presto il progetto dominante, ed il progetto di Nupedia scomparve il 23 settembre 2003. Sanger fu responsabile per buona parte dello sviluppo iniziale di Wikipedia, mentre Wales fornì il capitale necessario. Visto che Sanger era un dipendente di Wales, quest'ultimo si considera il solo fondatore di Wikipedia, anche se Sanger continua a definirsi "cofondatore".
A metà 2003, Wales fondò la Wikimedia Foundation, un'organizzazione non profit con sede attuale a San Francisco, in California, per fornire supporto a Wikipedia ed ai suoi progetti più recenti. Con la nascita della fondazione, Wales ha anche trasferito il possesso di tutti i nomi di dominio di tutte le edizioni di Wikipedia, Wiktionary e di Nupedia a Wikimedia insieme ai diritti d'autore per tutti i materiali collegati a quei progetti che furono creati da impiegati della Bomis o da Wales stesso. La fornitura stessa di computer usata per i progetti Wikimedia è stata donata da Wales alla Fondazione.

Da allora Wales è sempre più coinvolto nel divulgare e promuovere i progetti della fondazione; dopo essere stato presidente del consiglio direttivo della fondazione, è attualmente (2008) presidente emerito. All'epoca della conclusione della ricerca fondi del febbraio 2005, la Wikimedia Foundation era sorretta esclusivamente da donazioni. Wales è stato talvolta definito "il dittatore benevolo" di Wikipedia, o il suo "Dio-Re" . La rivista Wired di Daniel Pink, nello studiare Wikipedia per l'edizione di marzo 2005, scrisse «Il Dio-Re guida una Hyundai».
Wales ha fondato due progetti a scopo di lucro assieme ad Angela Beesley: Wikia (nel 2004, con il nome Wikicities), un servizio di hosting wiki, e un motore di ricerca stile wiki, Wikia Search, nel 2008.

## Vita privata
Ha avuto una figlia dalla sua seconda moglie. L'8 ottobre 2012 si è sposato per la terza volta, con un'ex segretaria di Tony Blair. Da allora vive stabilmente a Londra.
Ammira la corrente filosofica dell'oggettivismo di Ayn Rand; nella scuola per laureati possedeva e moderava una mailing list su Internet nota come la "Discussione moderata sulla filosofia oggettivista".

## Riconoscimenti
È stato insignito nel 2005 del titolo di Fellow del Centro Berkman per Internet e Società alla Facoltà di Legge di Harvard e dall'ottobre 2005 siede nel consiglio di amministrazione di Socialtext, un'azienda che fornisce tecnologia wiki per il mondo imprenditoriale.
Il 17 maggio 2014 ha ricevuto il titolo di dottore honoris causa della Facoltà di scienze della comunicazione dell'Università della Svizzera italiana (USI, Lugano).